# Carl Rasmussen
Pour les articles homonymes, voir Rasmussen.
Jens Erik Carl Rasmussen né le 31 août 1841 à Ærøskøbing, † le 1er octobre 1893 en mer entre les Orcades et les Shetland, est un peintre danois connu pour ses marines et ses vues du Groenland.

## Biographie
Ainé d'une famille de onze enfants, il est le fils d'un maître tailleur qui devint plus tard trésorier d'Ærøskøbing. À quinze ans, il part à Copenhague pour y apprendre le commerce de la bonneterie. Attiré par l'art, il suit en parallèle les cours des architectes Hans Jørgen Holm et C.V. Nielsen puis, plus tard du peintre animalier Didrik Frisch.
Recherchant un revenu immédiat, il s'engage comme garçon de cabine sur le navire marchand d'un de ses parents et visite l'Écosse. Il peint alors plusieurs tableaux en cours de route. À son retour, il s'inscrit à des cours au Collège technique de Copenhague pour améliorer sa compréhension de la perspective.
À cette époque, il obtient une bourse à l'Académie royale des beaux-arts du Danemark où il étudie jusqu'en 1866 comme élève du peintre paysagiste Carl Frederic Aagaard. Sa première exposition a lieu à l'Exposition du Printemps de Charlottenborg en 1863. Il y expose régulièrement jusqu'à sa mort.
Inspiré par son expérience maritime, il visite le Groenland en 1870-1871 et y effectue des croquis qui deviendront plus tard des peintures, lesquelles seront acquises pour la collection royale. En 1880, il se marie, achète une maison et établit son atelier à Marstal sur Ærø. Il est alors engagé pour peindre une grande peinture murale dans l'église de Marstal, représentant Jésus calmant les eaux.
En 1893, il retourne au Groenland sur le brick Peru lorsqu'il tombe à la mer et se noie. Un timonier témoigna l'avoir vu pour la dernière fois debout à l'arrière du navire avec son chevalet. Une recherche approfondie de la zone est menée en vain.
Une grande partie de ses œuvres est conservée au Musée de la marine de Marstal.

## Hommage
Sa vie est le sujet en 2007 du roman de Carsten Jensen Sidste rejse (Dernière journée).

## Galerie

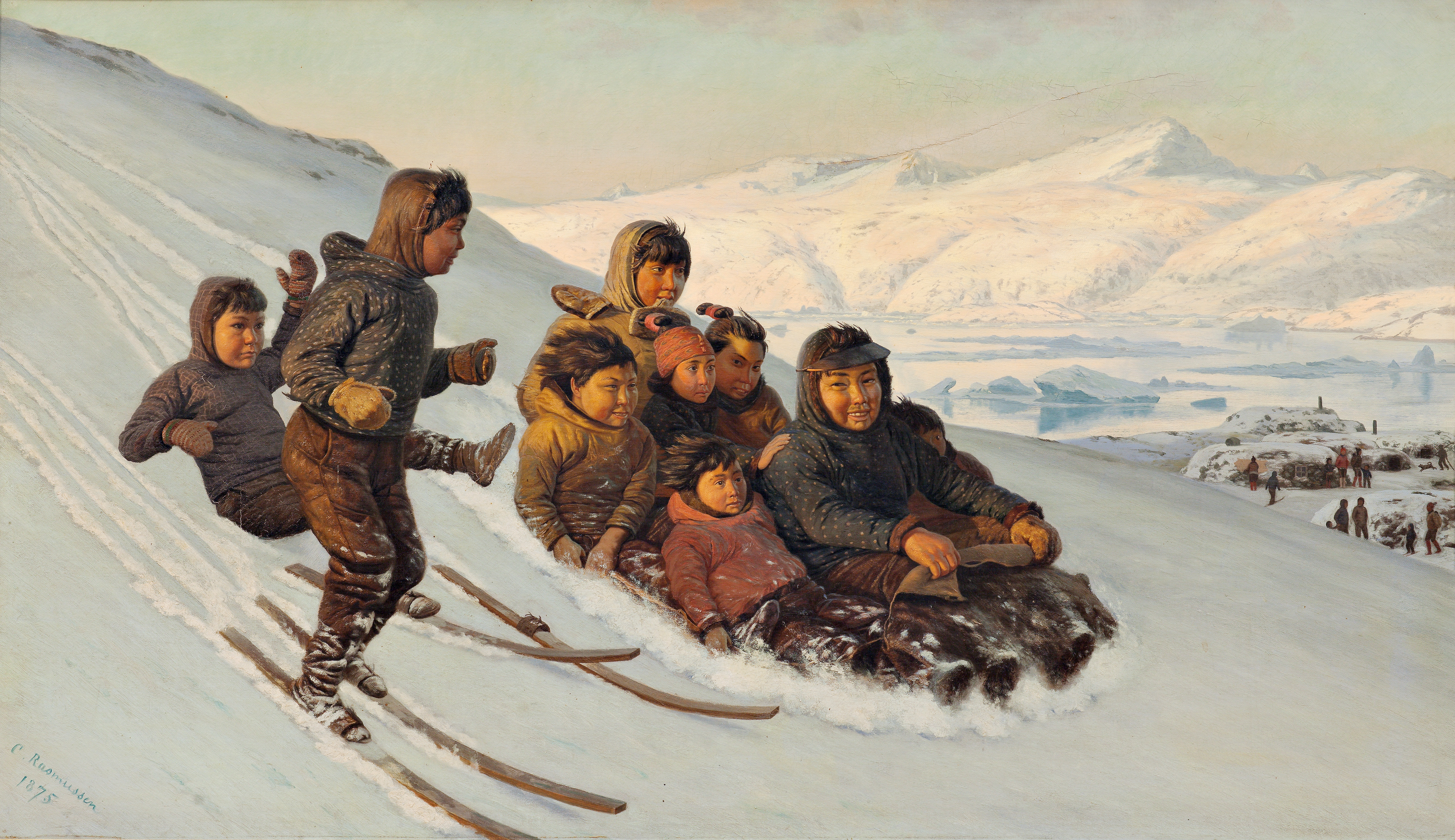
L'hiver au Groenland (1875) est une des toutes premières illustrations artistiques de la culture groenlandaise
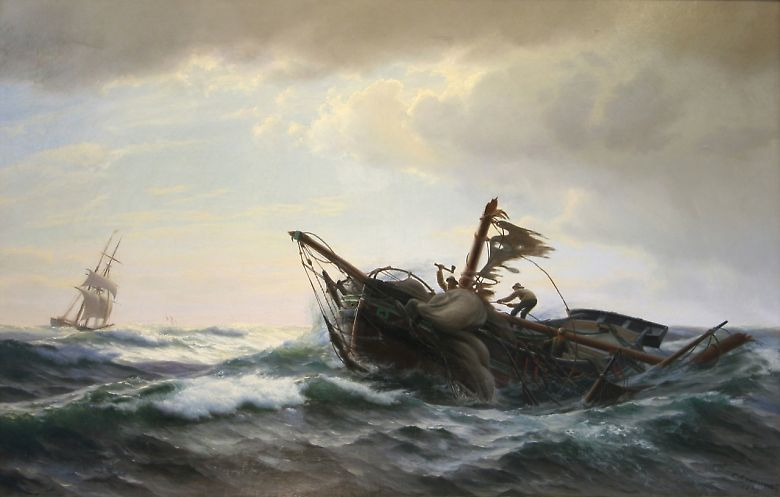
Navire en détresse
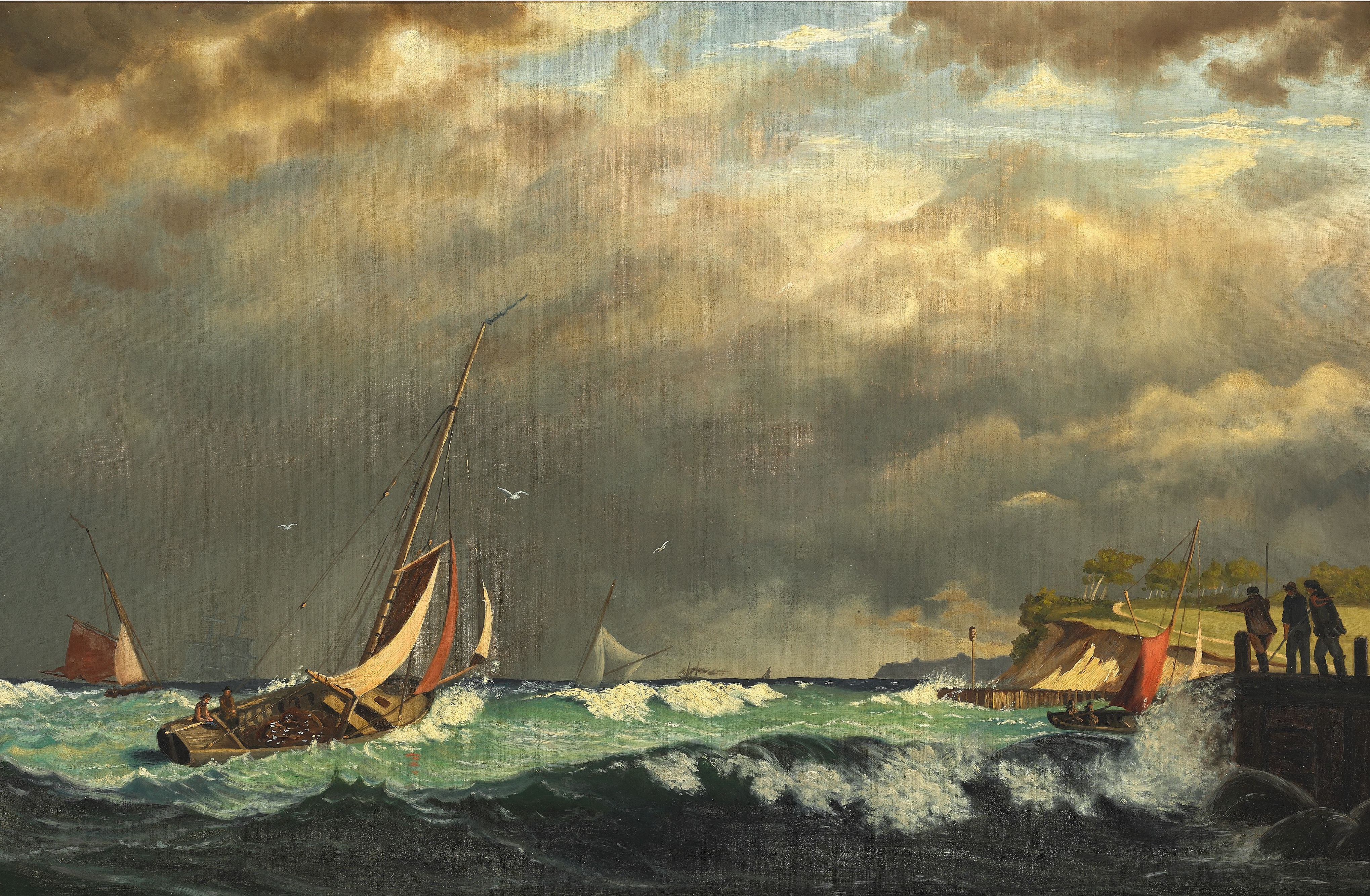
Voiliers au port en temps de tempête
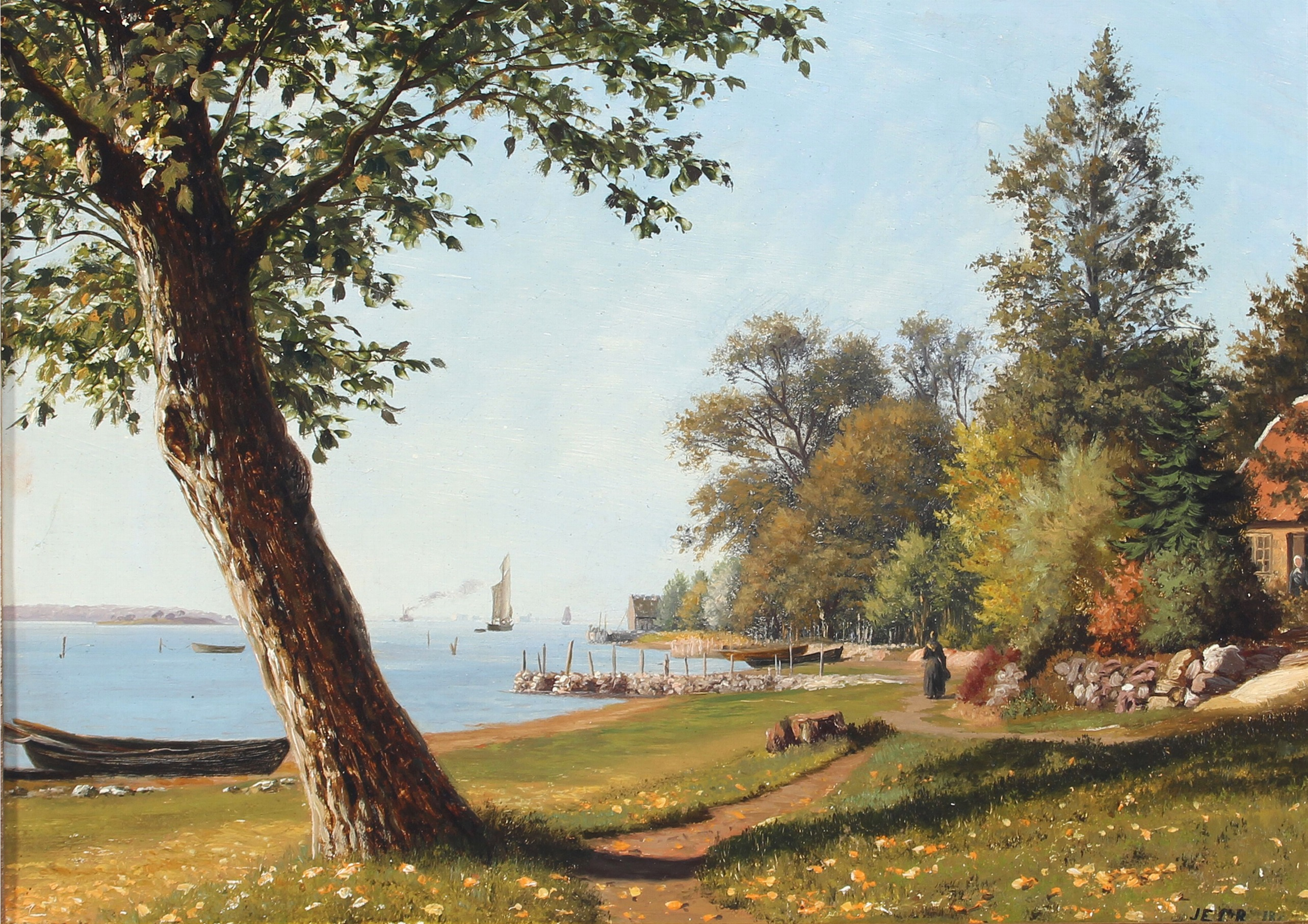
Un été tranquille
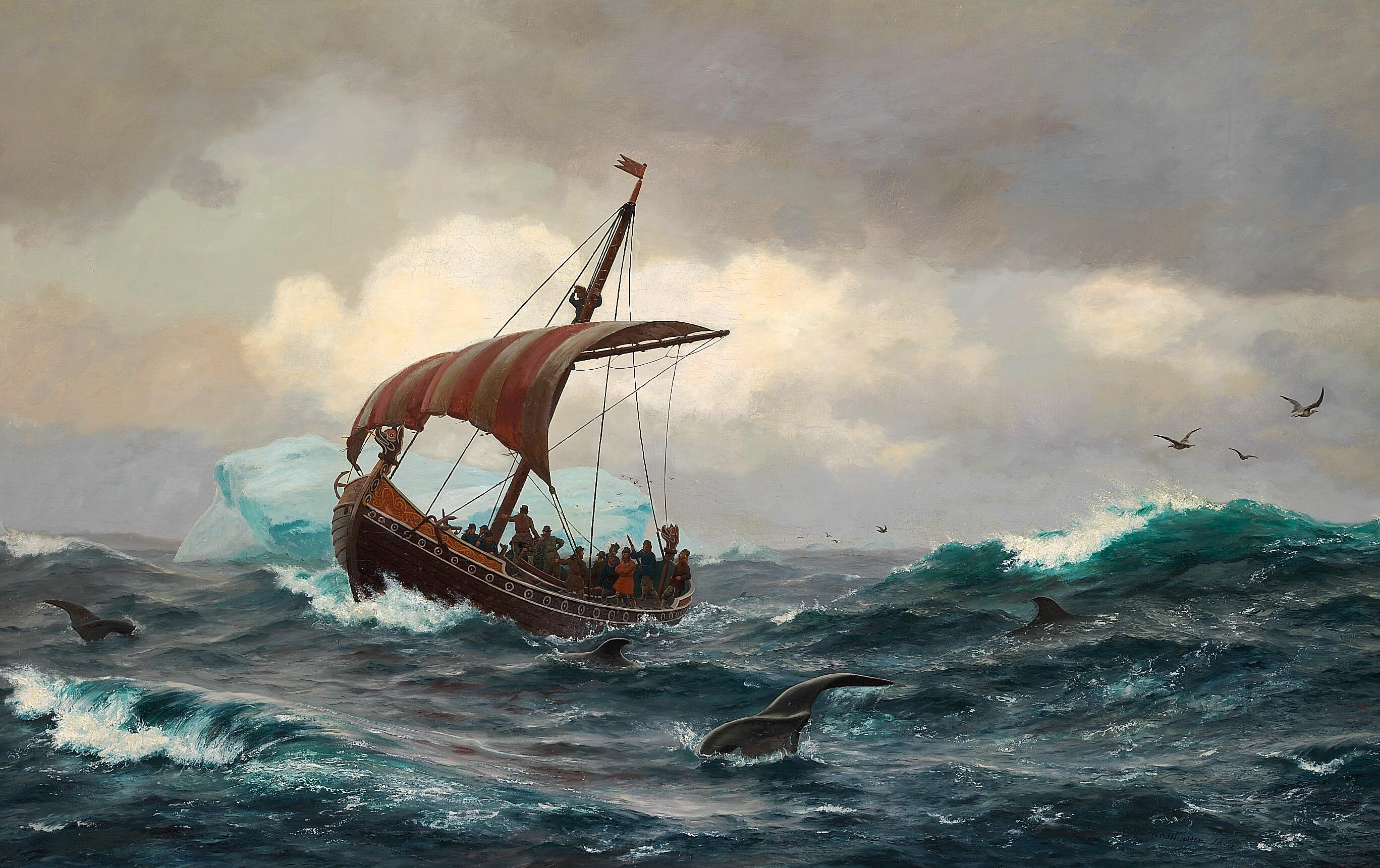
L'été sur la côte du Groenland vers l'an 1000
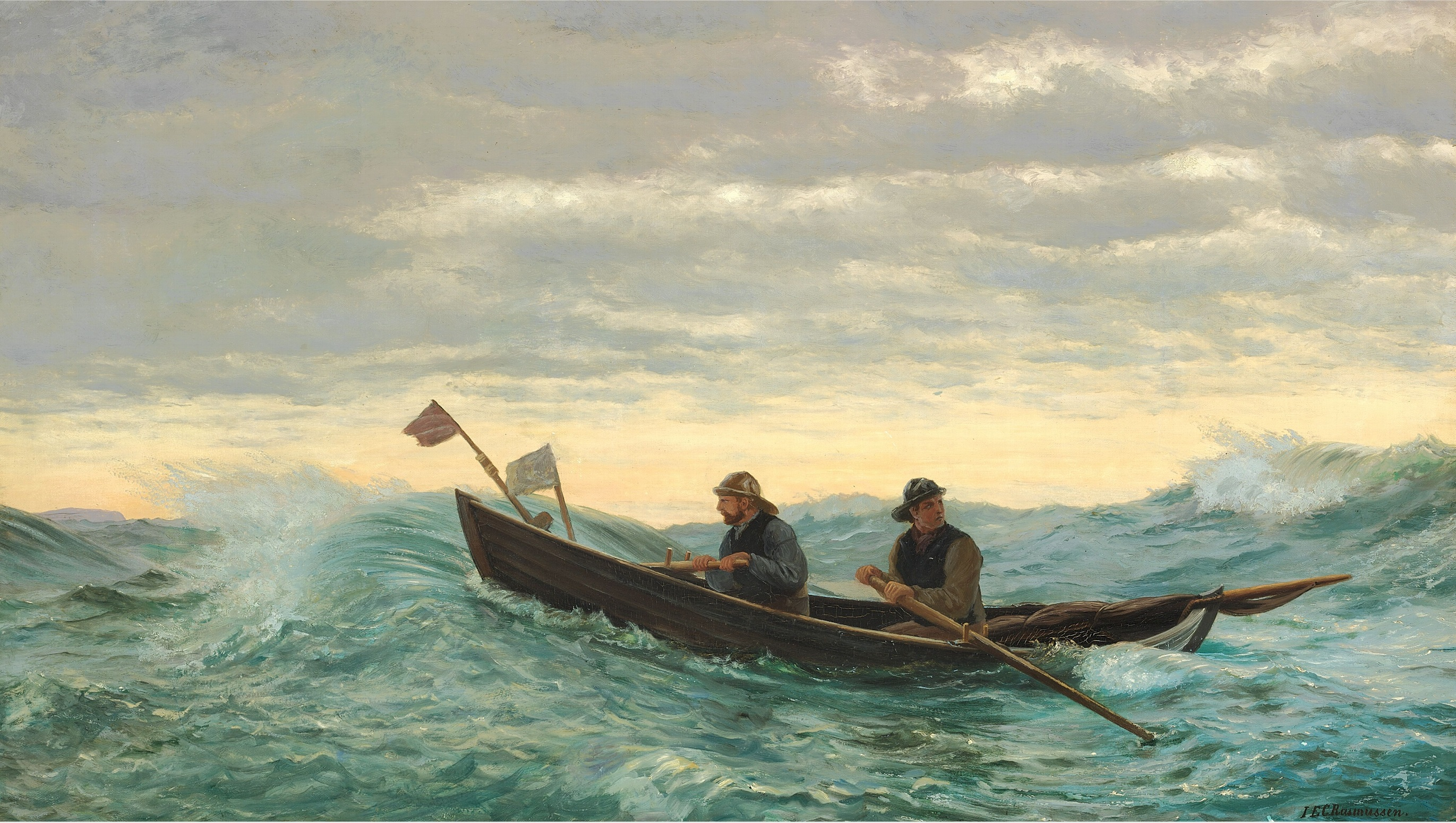
Père et fils ramassent les filets
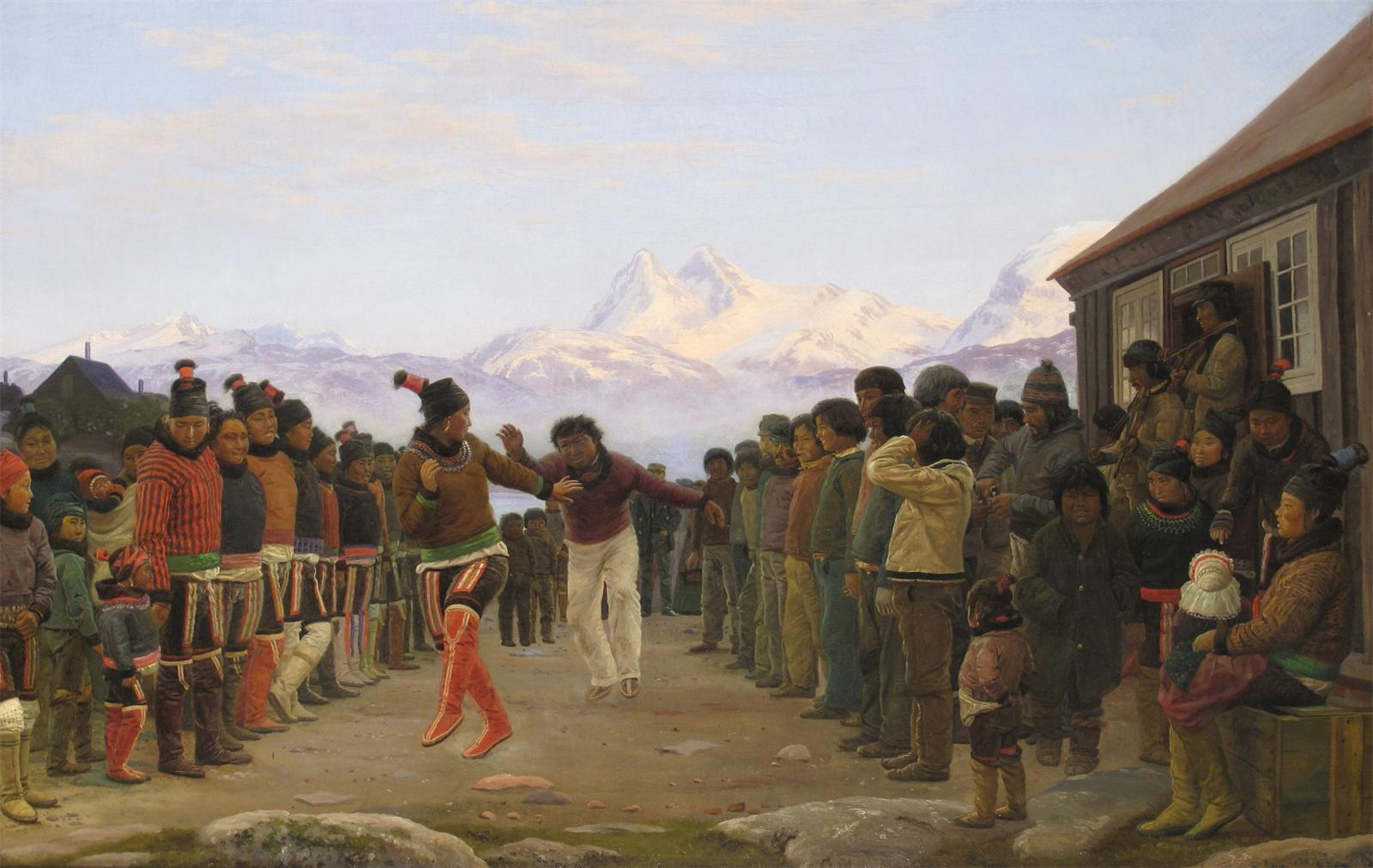
Danse groenlandaise
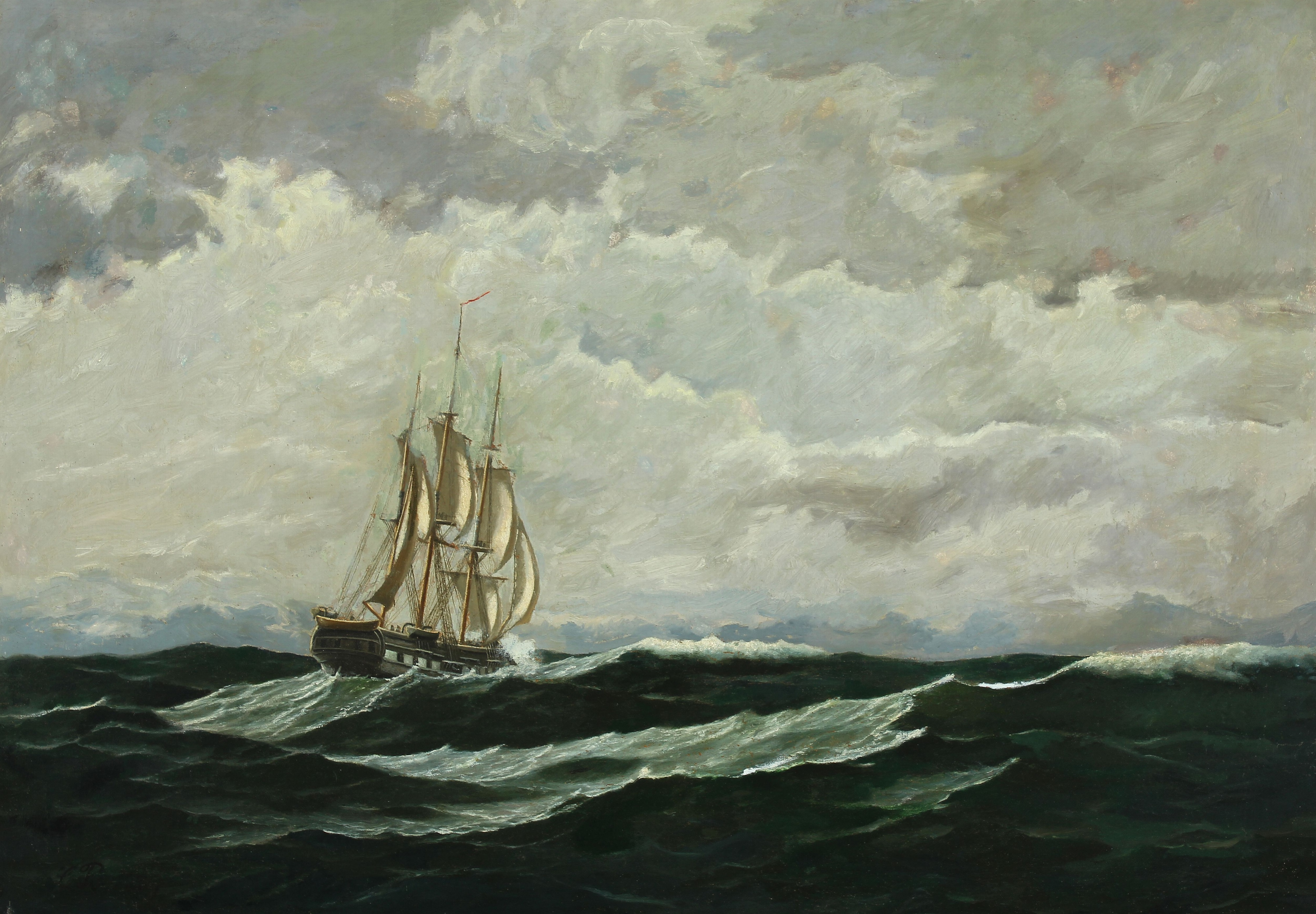
Navire de guerre en haute mer